# Крон, Самуэль
Самуэль Карл Юхан Крон (швед. Samuel Karl Johan Kroon; род. 28 ноября 1996) — шведский футболист, полузащитник клуба «Хальмстад».

## Клубная карьера
Начинал заниматься футболом в клубе «Беле Баркарбю» в возрасте шести лет. В 2012 году перешёл в «Спонгу», где присоединился к юношеской команде клуба. Взрослую карьеру начал в 2014 году в команде «Тебю», выступающую в третьем шведском дивизионе. Проведя за сезон 20 матчей и забив в них четыре мяча, Крон вернулся в родной «Беле Баркарбю», также выступавший в третьем дивизионе.
23 декабря 2015 года подписал контракт с представителем первого дивизиона — «Нючёпингом». 18 июня 2016 года сыграл за клуб первую игру против «Броммапойкарны», появившись в концовке встречи вместо Никласа Линдквиста. Первый мяч забил 25 июня 2017 года в гостевой встрече с «Сандвикеном». В общей сложности провёл за «Нючёпинг» три сезона, сыграв в более чем 70 матчах и забив 6 голов.
12 февраля 2019 года в качестве свободного агента присоединился к другому клубу из первого дивизиона — «Умео», подписав с ним контракт, рассчитанный на один год. Крон принял участие в 27 матчах чемпионата, в которых забил 9 мячей, став вторым по результативности бомбардиром команды. «Умео» занял в турнирной таблице второе место и попал в стыковые матчи за выход в Суперэттан. В двухматчевом противостоянии с «Фреем» клуб оказался сильнее, благодаря чему завоевал право на повышение. Крон принял участие в обеих встречах.
19 ноября 2019 года перешёл в «Хальмстад», подписав с клубом трёхлетнее соглашение. Впервые в футболке команды появился на поле 23 февраля 2020 года в матче группового этапа кубка Швеции с «Норрчёпингом». В Суперэттане дебютировал в игре первого тура с «Треллеборгом», состоявшейся 16 июня. Крон вышел на поле в стартовом составе и в середине второго тайма уступил место Томасу Боакье. В итоговой турнирной таблице «Хальмстад» занял первую строчку и вышел в Алльсвенскан. 4 июля 2021 года в матче против «Хаммарбю» Самуэль дебютировал в чемпионате Швеции, появившись на поле во втором тайме.

## Достижения
Хальмстад:
- Победитель Суперэттана: 2020

## Клубная статистика
| Выступление      | Выступление      | Выступление      | Лига | Лига | Кубки | Кубки | Конт. кубки | Конт. кубки | Разное | Разное | Итого | Итого |
| Клуб             | Лига             | Сезон            | Игры | Голы | Игры  | Голы  | Игры        | Голы        | Игры   | Голы   | Игры  | Голы  |
| ---------------- | ---------------- | ---------------- | ---- | ---- | ----- | ----- | ----------- | ----------- | ------ | ------ | ----- | ----- |
| Тебю             | Дивизион 3       | 2014             | 20   | 4    | 0     | 0     | 0           | 0           | 0      | 0      | 20    | 4     |
| Тебю             | Итого            | Итого            | 20   | 4    | 0     | 0     | 0           | 0           | 0      | 0      | 20    | 4     |
| Беле Баркарбю    | Дивизион 3       | 2015             | 13   | 2    | 0     | 0     | 0           | 0           | 0      | 0      | 13    | 2     |
| Беле Баркарбю    | Итого            | Итого            | 13   | 2    | 0     | 0     | 0           | 0           | 0      | 0      | 13    | 2     |
| Нючёпинг         | Дивизион 1       | 2016             | 9    | 0    | 1     | 0     | 0           | 0           | 0      | 0      | 10    | 0     |
| Нючёпинг         | Дивизион 1       | 2017             | 24   | 2    | 3     | 0     | 0           | 0           | 0      | 0      | 27    | 2     |
| Нючёпинг         | Дивизион 1       | 2018             | 29   | 4    | 2     | 0     | 0           | 0           | 0      | 0      | 31    | 4     |
| Нючёпинг         | Итого            | Итого            | 62   | 6    | 6     | 0     | 0           | 0           | 0      | 0      | 68    | 6     |
| Умео             | Дивизион 1       | 2019             | 27   | 9    | 0     | 0     | 0           | 0           | 2      | 0      | 29    | 9     |
| Умео             | Итого            | Итого            | 27   | 9    | 0     | 0     | 0           | 0           | 2      | 0      | 29    | 9     |
| Хальмстад        | Суперэттан       | 2020             | 29   | 7    | 4     | 1     | 0           | 0           | 0      | 0      | 33    | 8     |
| Хальмстад        | Алльсвенскан     | 2021             | 16   | 1    | 0     | 0     | 0           | 0           | 0      | 0      | 16    | 1     |
| Хальмстад        | Итого            | Итого            | 45   | 8    | 4     | 1     | 0           | 0           | 0      | 0      | 49    | 9     |
| Всего за карьеру | Всего за карьеру | Всего за карьеру | 167  | 29   | 10    | 1     | 0           | 0           | 2      | 0      | 179   | 30    |